# Anelosimus domingo
Anelosimus domingo är en spindelart som beskrevs av Claude Lévi 1963. Anelosimus domingo ingår i släktet Anelosimus och familjen klotspindlar. Inga underarter finns listade i Catalogue of Life.